# Kalispell (Montana)
Kalispell város az USA Montana államában, Flathead megyében, melynek megyeszékhelye is. Lakosainak száma 24 558 fő (2020. április 1.).

## Népesség
A település népességének változása:

| 2010 | 19 927 |
| 2020 | 24 558 |